# Communauté de communes de l’Étang du Stock
Die Communauté de communes de l’Étang du Stock ist ein ehemaliger französischer Gemeindeverband mit der Rechtsform einer Communauté de communes im Département Moselle in der Region Grand Est. Sie wurde am 17. Dezember 1999 gegründet und umfasste vier Gemeinden. Der Verwaltungssitz befand sich im Ort Langatte.

## Historische Entwicklung
Mit Wirkung vom 1. Januar 2017 fusionierte der Gemeindeverband mit 
- Communauté de communes Sarrebourg Moselle Sud (vor 2017),
- Communauté de communes des Deux Sarres,
- Communauté de communes du Pays des Étangs sowie
- Communauté de communes de la Vallée de la Bièvre

und bildete so die Nachfolgeorganisation Communauté de communes Sarrebourg Moselle Sud. Trotz der Namensgleichheit handelt es sich um eine Neugründung mit anderer Rechtspersönlichkeit.

## Ehemalige Mitgliedsgemeinden
1. Diane-Capelle
2. Kerprich-aux-Bois
3. Langatte
4. Rhodes